# Edifici Tlatelolco
L'Edifici Tlatelolco (Torre Nueva de Tlatelolco) és el nom de la seu de la Secretaria de Relacions Exteriors de Mèxic, un edifici situat a la Ciutat de Mèxic, a l'Avinguda Juárez.
L'Edifici Tlatelolco té 13 ascensors, quan s'havia acabat era l'edifici més alt de l'avinguda Juárez, a més de comptar amb l'heliport més alt del Centre Històric de la Ciutat de Mèxic. Els arquitectes Ricardo Legorreta Vilchis i el seu fill Víctor Legorreta van fer els plans.

## La forma
- Té una altura de 120 metres i 25 pisos.
- L'àrea total de l'edifici és: 50.000 m².
- L'altura de pis a sostre és de 5 metres.

## Detalls importants
- Les obres van començar el 2003 i es van acabar el març del 2005.
- Aquest edifici va ser inspirat a la Torre de Tlatelolco acabada el 1966, per al 2006 tot l'edifici es va mudar i l'edifici vell va ser obsequiat a la UNAM.
- Compta amb set nivells subterranis.
- L'edifici pot suportar un terratrèmol de 8.5 a l'escala de Richter.
- Suportà el terratrèmol succeït el 19 de setembre de 2017 sense patir danys d'importància.
- Els materials principals són formigó armat i vidre.
- És davant de l'Albereda Central a uns pocs metres del passeig de la Reforma, de lluny es veu el Monument a la Revolució Mexicana també a proximitat al ponent de la Torre del Caballito hi ha la Torre Prisma; a l'orient, s'observa la Torre Llatinoamericana i l'Edifici Miguel I Abed i en direcció cap al nord la Torre de Tlatelolco a uns 7 quilòmetres.
- A causa de la zona en què es troba d'alt risc, a la part central de l'antic llac, aquest edifici va ser equipat equipat amb 45 amortidors sísmics.
- La Torre es troba ancorada en 65 pilons que penetren a 55 metres superant el farciment pantanós del lloc on es troba.
- És un dels gratacels més segurs de Llatinoamèrica i del món.
- Antigament l'espai era ocupat per un estacionament públic de dos pisos, i abans del terratrèmol de Mèxic de 1985 l'espai era ocupat per un grup d'edificis de dotze pisos.

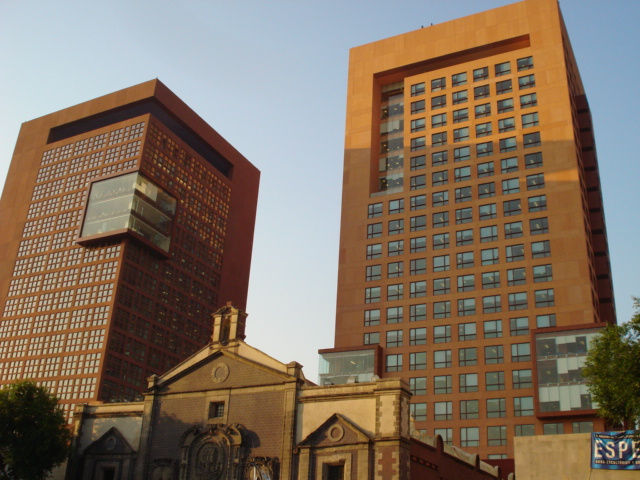
A la dreta el Edifici Tlatelolco (S.R.E) i a l'esquerra el Edifici del Tribunal Suprem del D.F. En primer pla, el ex-temple de Corpus Christi